# Noáin (lugar)
Noáin (en euskera y cooficialmente: Noain) es un lugar español, principal núcleo de población del Valle de Elorz (oficialmente llamado Noáin (Valle de Elorz) / Noain (Elortzibar) entre 1995 y 2025), del que es su capital. Pertenece a la Comunidad Foral de Navarra.
Desde 1995 deja de ser un concejo para ser un lugar directamente administrado por el ayuntamiento.

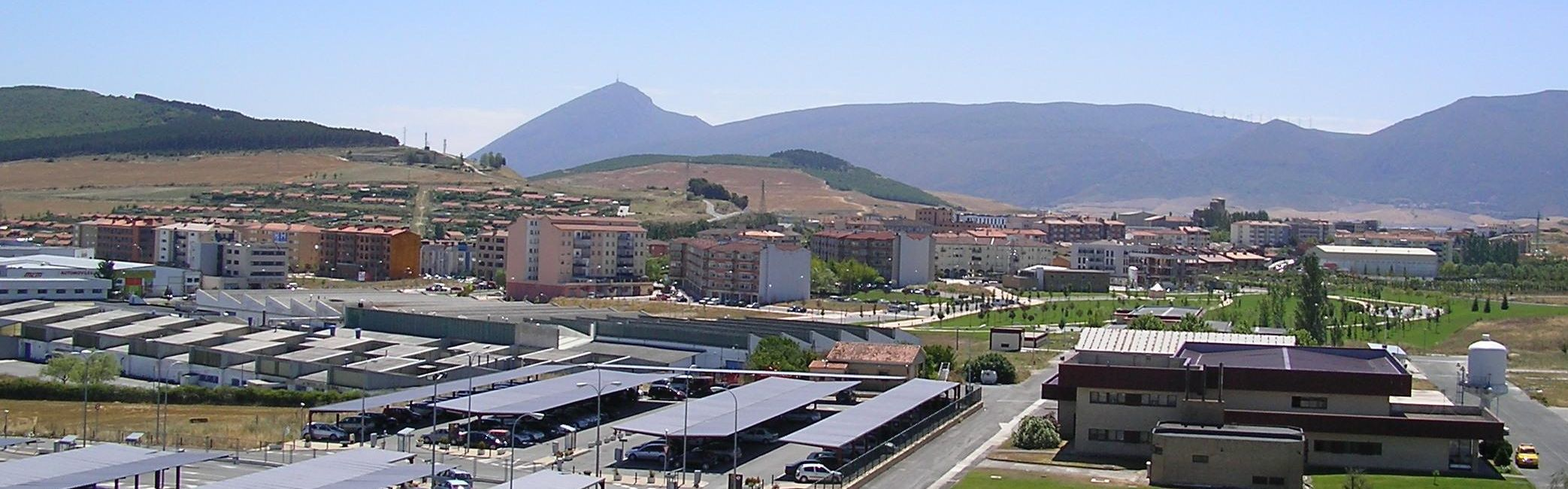
Noáin visto desde la torre de control del aeropuerto.

## Toponimia
El nombre de Noain según Mikel Belasko significa lugar propiedad de una persona llamada No. De No + ain, siendo el primer elemento un nombre de persona no identificado y el segundo un sufijo vasco que indica propiedad. Julio Caro Baroja llamó la atención sobre la relación de este nombre y el de la localidad de Juslapeña llamada hoy Nuin. Noáin aparece en diferentes documentos como Noain, Noayn (1080, 1141, 1274, 1278, 1342, NEN); Noainn, M. L. de (1246, NEN).

## Símbolos
Su escudo es en campo de plata una representación del acueducto de Noáin en su color natural.

## Historia
Tras la Conquista de Navarra de 1512 y posterior anexión de Navarra a Castilla en 1515, en 1521 Enrique II de Navarra logró reconquistar el reino con un ejército franconavarro que llevó al emperador Carlos a enviar un ejército de 30 000 hombres para contrarrestarlo. Ambos ejércitos se enfrentaron en las proximidades de la localidad en la llamada batalla de Noáin, en la que el ejército franconavarro de Enrique II fue derrotado.
En las últimas décadas del siglo XX, su población creció de manera importante en paralelo a su desarrollo urbano e industrial, asumiendo la capitalidad del valle al desplazar a Elorz.

## Transporte
Noáin está comunicada con Pamplona y el resto de su área metropolitana mediante el Transporte Urbano comarcal de Pamplona (TUC) (llamado popularmente "villavesa") con las líneas 16 y, durante la noche, con la N3. También existe una línea que conecta Tafalla y Pamplona con paradas en Nóain conocido como NBUS del Gobierno de Navarra.
| Transporte Urbano Comarcal      |                       |                       |
| Inicio                          | Línea                 | Fin                   |
| Berriosuso - Berriozar          | 16                    | Noáin - Beriáin       |
| Bajada de Labrit                | N3                    | Noáin - Beriáin       |
| Taxis de la comarca de Pamplona |                       |                       |
| Zona\|                          | A (Noáin)             | A (Noáin)             |
| Estaciones                      | Calle real Aeropuerto | Calle real Aeropuerto |

En Noáin se encuentra el aeropuerto de Pamplona, a veces llamado Pamplona-Noáin.